# Лигун Андрій Федорович
Андрій Федорович Лигун — старший солдат Збройних Сил України, учасник російсько-української війни, що загинув у ході російського вторгнення в Україну в 2022 році.

## Життєпис
Андрій Лигун народився 6 квітня 1961 року. Брав участь e складі обмеженого контингенту СРСР в ході війни в Афганістані. 2000 року вийшов на пенсію, полишивши військову службу. Працював на хімзаводі за кордоном. З 2017 року брав участь у війні на сході України. З початком повномасштабного російського вторгнення в Україну перебував на передовій. Військову службу проходив у складі 24-ої окремої механізованої бригади імені короля Данила. Загинув 8 березня 2022 року біля Попасної на Луганщині.

## Родина
У загиблого залишилася дружина Наталія та донька Настя.

## Нагороди
- Орден «За мужність» III ступеня (2022, посмертно) — за особисту мужність і самовіддані дії, виявлені у захисті державного суверенітету та територіальної цілісності України, вірність військовій присязі[2].